# Margareth Madè
Margareth Madè, pseudonimo di Margareth Tamara Maccarrone (Paternò, 22 giugno 1982), è un'attrice e modella italiana.

## Biografia
Nata a Paternò, è cresciuta fra Adrano e Pachino. Usa un nome d'arte perché il suo cognome può essere associato a un tipo di pasta sia in Italia sia all'estero.
A quindici anni inizia la carriera di modella e nel 2000 vince il concorso New Model Today, promosso dalla Why Not Model Agency di Milano. Prende parte a varie sfilate internazionali e a sfilate in programmi televisivi, tra cui Donna sotto le stelle (2000/2002) e La Kore (2002), entrambi in onda su Rai 1. Inoltre è testimonial di alcune campagne pubblicitarie.
Dopo aver studiato recitazione e dizione, nel 2008 viene scelta da Giuseppe Tornatore per il ruolo di Mannina in Baarìa, film che l'anno successivo inaugura la 66ª Mostra internazionale d'arte cinematografica di Venezia. Grazie alla popolarità acquisita con il film, Margareth Madè compare su numerose copertine, fra le quali quelle di Corriere Magazine, IO Donna, Grazia, Gioia, Ladies, Cosmopolitan e Max; in molti la definiscono la "nuova Bellucci". Il film, oltre a ottenere un lusinghiero successo al botteghino, viene candidato a partecipare come film italiano agli Oscar 2010 e inoltre viene candidato ai Golden Globe.
Successivamente interpreta il ruolo di Sophia Loren nel biopic televisivo La mia casa è piena di specchi, miniserie TV, in onda nel 2010 su Rai 1, diretta da Vittorio Sindoni e tratta dall'omonimo libro autobiografico di Maria Scicolone, sorella della stessa Loren che nella fiction televisiva interpreta il ruolo della madre Romilda Villani.
Nel 2011 è tra i protagonisti del film Una donna per la vita, regia di Maurizio Casagrande. Il 2 luglio dello stesso anno ha battezzato la nave Costa Favolosa della compagnia genovese Costa Crociere. Nel 2012 è protagonista della miniserie Il paese delle piccole piogge, regia di Sergio Martino. Sempre nel 2012 è protagonista del calendario Pirelli, fotografata da Mario Sorrenti. L'anno successivo è protagonista dell'episodio Buio dell'omonima miniserie in quattro episodi.
Nel 2013 è la protagonista femminile dell'episodio Il sorriso di Angelica della serie Il commissario Montalbano nel ruolo di Angelica Cosulich.
Nel 2014 torna sul grande schermo con il film ...e fuori nevica, diretto da Vincenzo Salemme. L'anno successivo gira il film Il velo di Maya, opera seconda di Elisabetta Rocchetti. Dal 20 febbraio 2016 prende parte come concorrente, in coppia con Samuel Peron, all'undicesima edizione del talent show di Rai 1 Ballando con le stelle condotto da Milly Carlucci. La coppia viene eliminata provvisoriamente nel corso della sesta puntata, ripescata nella puntata successiva ed eliminata definitivamente nella puntata dedicata al ripescaggio.

## Vita privata
Il 20 agosto 2016 Margareth Madè si è sposata con il collega Giuseppe Zeno nella Chiesa di San Giovannello in Ortigia a Siracusa. La coppia ha avuto due figlie: Angelica (nata l'8 novembre 2017) e Beatrice (nata il 4 settembre 2020). Nel 2021 i due lavorano insieme nel primo episodio della serie Blanca.

## Filmografia

### Cinema
- Baarìa, regia di Giuseppe Tornatore (2009)
- Una donna per la vita, regia di Maurizio Casagrande (2011)
- ...e fuori nevica, regia di Vincenzo Salemme (2014)
- Andròn: The Black Labyrinth, regia di Francesco Cinquemani (2015)
- Il velo di Maya, regia di Elisabetta Rocchetti (2017)
- Il mio corpo vi seppellirà, regia di Giovanni La Parola (2021)

### Televisione
- La mia casa è piena di specchi, regia di Vittorio Sindoni – miniserie TV (2010)
- Il paese delle piccole piogge, regia di Sergio Martino – miniserie TV (2012)
- Il commissario Montalbano, regia Alberto Sironi – serie TV, episodio 23 (2013)
- Buio, regia di Nicolaj Pennestri – miniserie TV (2013)
- Imma Tataranni - Sostituto procuratore, regia di Francesco Amato – serie TV, episodio 2x02 (2021)
- Blanca, regia di Jan Maria Michelini – serie TV, episodio 1x01 (2021)
- Una mamma all'improvviso - film TV (2023)
- Storia di una famiglia perbene 2, regia di Stefano Reali – serie TV, 3 episodi (2024)
- Don Matteo – serie TV, episodio 14x06 (2024)
- The Bad Guy, regia di Giancarlo Fontana e Giuseppe G. Stasi – serie TV, episodi 2x05-2x06 (2024)
- Il Gattopardo, regia di Tom Shankland, Laura Luchetti e Giuseppe Capotondi – miniserie TV, episodi 3-4 (2025)

## Programmi TV
- Donna sotto le stelle (Rai 1, 2000-2002)
- La Kore (Rai 1, 2002)
- Modeland (All Music, 2006-2007)
- Ballando con le stelle (Rai 1, 2016) – Concorrente
- Cinepop (Sky Cinema, 2018) – Conduttrice

## Agenzie
- Take Off Artist Management

## Premi e riconoscimenti
- 2000 – New Model Today[13]
  - Vincitrice
- 2009 – Sindacato nazionale giornalisti cinematografici italiani[14]
  - Promessa dell'anno (insieme a Francesco Scianna) per Baarìa
- 2010 – Golden Graal[15]
  - Candidatura per la miglior attrice drammatica per Baarìa